# Andreea Grămoșteanu
Andreea Grămoșteanu (n. 30 octombrie 1978, Constanța, România) este o actriță română. Ea a câștigat în 2023 premiul Gopo pentru cea mai bună actriță în rol principal. 

## Biografie

### Educație
Andreea Grămoșteanu a absolvit Liceul „George Călinescu” din Constanța. Și-a continuat apoi studiile universitare la Universitatea Națională de Artă Teatrală și Cinematografică „I.L. Caragiale” din București si tot acolo a făcut un master în cadrul programului „Arta actorului”.

### Carieră
Începând din 2004 Andreea Grămoșteanu este actriță a Teatrului Mic din București. În televiziune Andreea Grămoșteanu a jucat în serialul „Mondenii”.

## Distincții
În 2019 Andreea Grămoșteanu primește Premiul pentru cea mai bună actriță în rol secundar pentru interpretarea rolului „Barbara” din spectacolul Ținutul din miezul verii, regia Vlad Massaci, în cadrul Festivalului de Teatru „Elvira Godeanu”.
Pentru rolul Dora din filmul Complet necunoscuți Andreea Grămoșteanu a câștigat în 2022 Premiul pentru interpretare feminină – rol secundar în cadrul Premiilor Uniunii Cineaștilor din România 2022.
În 2023 Andreea Grămoșteanu câștigă Premiul Gopo pentru cea mai bună actriță în rol principal pentru rolul Alina Moga din filmul #dogpoopgirl, film regizat de Andrei Huțuleac.

## Filmografie
- Restul e tăcere (2007)
- Eva (2010)
- Ursul (2011)
- Nina (2016)
- #dogpoopgirl (2021)
- Complet necunoscuți (2021)